# Lemeš (Križevci)
Lemeš je naselje u sastavu Grada Križevaca, u Koprivničko-križevačkoj županiji. Nalazi se na 10 km udaljenosti (cestovnim prometom) od samog grada Križevaca i na 4 km udaljenosti od granice sa Zagrebačkom županijom. Smješten je između Velikog Ravena i Erdovca. Lemeš 2015-te godine ima 110 stanovnika u 30 kućanstava.

## Stanovništvo
Prema popisu iz 2011. naselje je imalo 111 stanovnika.
| broj stanovnika | 266   | 302   | 313   | 300   | 343   | 335   | 280   | 269   | 244   | 236   | 219   | 187   | 129   | 127   | 127   | 111   | 86    |
|                 | 1857. | 1869. | 1880. | 1890. | 1900. | 1910. | 1921. | 1931. | 1948. | 1953. | 1961. | 1971. | 1981. | 1991. | 2001. | 2011. | 2021. |